# Sent Cristòfe de Bardas
Sent Cristòfe de Bardas (en francès Saint-Christophe-des-Bardes) és un municipi francès situat al departament de la Gironda i a la regió de la Nova Aquitània.

## Demografia
| 1962                                       | 1968 | 1975 | 1982 | 1990 | 1999 | 2007 |
| ------------------------------------------ | ---- | ---- | ---- | ---- | ---- | ---- |
| 712                                        | 715  | 646  | 594  | 547  | 515  | 522  |
| Des de 1962: població sense dobles comptes |      |      |      |      |      |      |

## Administració
| Període | Identitat       | Partit |
| ------- | --------------- | ------ |
| 2008-   | Patrick Goineau |        |

## Agermanaments
- Hermance